# Arhitektura u 1631.
◄◄ | ◄ | 1628. | 1629. | 1630. | 1631.  | 1632. | 1633. | 1634. | ► | ►►
Arhitektura • Astronomija • Glazba • Kazalište • Kiparstvo • Knjige • Književnost • Kršćanstvo • Medicina • Politika • Pravo • Promet • Slikarstvo • Znanost
Arhitektura u 1631.

## Svijet

### Zgrade i druge građevine
- Početak gradnja bazilike Gospe od Zdravlja u Veneciji (dovršena (1687.)

## Vanjske poveznice
|  | Zajednički poslužitelj ima još gradiva o temi Arhitektura u 1630-im |